# Євтушенко В'ячеслав Вадимович
В'ячеслав Вадимович Євтушенко (нар. 26 липня 1981, Київ, УРСР) — шведський футболіст українського походження, опорний півзахисник. Син радянського та українського футболіста Вадима Євтушенка.

## Кар'єра гравця
Народився в Києві, футбольний шлях розпочав у столичному «Динамо». Після переходу батька до АІКа, разом з сім'єю переїхав до Стокгольму. Спочатку навчався у школі при радянському посольстві. Згодом потрапив до молодіжної академії АІКа. З 1997 року виступав за другу команду клубу, у 2000 році дебютував за головну команду, зігравши 1 поєдинок у Швеції. З наступного сезону почав залучатися до матчів столичного клубу в шведському чемпіонаті. Потім вступив до одного з найпрестижніших вузів країни — Стокгольмської школи економіки. Перед гравцем постав вибір: навчання чи футбол. Для успішного завершення навчання відправився в оренду до нижчолігового «Вальста Сірьянска». По завершенні навчання повернувся в АІК, проте після зміни тренера в столичному клубі вже не розраховували на В'ячеслава, тому він вирішив повернутися до «Вальста Сірьянска». У 2010 році перейшов до першолігового «ІК Браге», у команді провів три сезони, у двох останніх з яких був капітаном команди. Футбольну кар'єру завершив у 2013 році.

## Громадянство
З ранніх років мав український паспорт, очікував виклику до національної збірної України. Проте наприкінці кар'єри отримав шведське громадянство.

## Особисте життя
Окрім батька-футболіста, має брата, Вадима Євтушенка, який також став професіональним гравцем. Виступав на позиції флангового півзахисника. Разом з братом виступав за АІК-2 та «Вальста Сірьянска».